# Sphinctus specularis
Sphinctus specularis är en stekelart som beskrevs av Dmitriy R. Kasparyan 1992. Sphinctus specularis ingår i släktet Sphinctus och familjen brokparasitsteklar. Inga underarter finns listade i Catalogue of Life.